# Inex
Inex of Scandinavia er et ur-mærke.
Inex blev grundlagt i 1952, da danskeren Henning Stæhr designede det første Inex-ur, men kom først for alvor på banen, da danske Bjarne Stæhr (Henning Stæhrs søn) og norske Frithjof Rasmussen i 1984 skabte et splinternyt design efter at have skaffet et partnerskab med det svenske firma Watch Market.